# Сен-Рогасьен
Сен-Рогасье́н (фр. Saint-Rogatien) — коммуна во Франции, находится в регионе Пуату — Шаранта. Департамент коммуны — Шаранта Приморская. Входит в состав кантона Ла-Жарри. Округ коммуны — Ла-Рошель.
Код INSEE коммуны — 17391.

## Население
Население коммуны на 2010 год составляло 1920 человек.
| 1962 | 1968 | 1975 | 1982 | 1990 | 1999 | 2010 |
| ---- | ---- | ---- | ---- | ---- | ---- | ---- |
| 346  | 357  | 557  | 753  | 1272 | 1805 | 1920 |